# Degli ebrei e delle loro menzogne
Degli ebrei e delle loro menzogne (tedesco: Von den Jüden und iren Lügen; in ortografia moderna Von den Juden und ihren Lügen) è un trattato antigiudaico del 1543 scritto da Martin Lutero.

## Contesto
L'atteggiamento di Lutero verso gli ebrei cambiò nel corso della sua vita. Prima del 1537 cercò di convertire gli ebrei al luteranesimo (cristianesimo protestante) ma non conseguì nessun risultato degno di merito. Dopo quella data incoraggiò a perseguitare gli ebrei.
In questo trattato dichiarò che le scuole (yeshivá) e sinagoghe ebree dovevano essere bruciate, che i libri di preghiera (sidur) dovevano essere distrutti, che bisognava proibire la predicazione ai rabbini, che le case degli ebrei andavano incendiate e che le fortune in loro possesso andavano confiscate. Non andava mostrata né compassione né bontà per loro, non gli si doveva offrire protezione legale e "questi velenosi vermi avvelenati" dovevano essere mandati ai lavori forzati o espulsi. Anche il loro omicidio viene giustificato: "[Abbiamo] la colpa di non ucciderli".
Adriano Prosperi sostiene che: "come evidenziato dalla storiografia più recente, l'antigiudaismo di Lutero deve sempre essere collocato nel contesto storico e culturale del XVI secolo e in una prospettiva che è, e rimane, essenzialmente teologica anche quando le conseguenze delle posizioni del riformatore (Lutero) assumono una valenza più propriamente politica, come nel caso della terza parte del trattato. Da qui la necessità di leggere l'elenco delle durissime misure che Lutero suggerisce ai governanti e ai pastori, sempre in relazione alle parti del trattato nelle quali egli espone le proprie posizioni su basi teologico-scritturali".

## Contenuto
Nella parte terza del trattato Lutero definisce gli ebrei "la base della prostituzione popolare", dato che "non sono il popolo di Dio e per legge devono essere considerati come immondizia" e consiglia ai protestanti di intraprendere sette azioni contro di loro:
1. Incendiare le scuole e sinagoghe ebraiche e avvertire la gente sulla loro presenza;
2. Non permettere che gli ebrei siano proprietari di case di cristiani;
3. Rimuovere le scritture religiose ebraiche;
4. Negare ai rabbini il diritto di predicare;
5. Non concedere salvacondotti agli ebrei per i lunghi percorsi;
6. Che la pratica dell'usura sia loro vietata e che siano loro confiscati tutti i beni in oro e argento; se un ebreo è effettivamente convertito gli può essere dato sostegno
7. Fornire agli ebrei giovani e forti fruste, asce, pale e mandrini, in modo che si guadagnino il pane lavorando.[9]